# Дрегушень (Ботошань)
Дрегушень, Дрегушені (рум. Drăgușeni) — село у повіті Ботошані в Румунії. Входить до складу комуни Дрегушень.
Село розташоване на відстані 401 км на північ від Бухареста, 32 км на північ від Ботошань, 112 км на північний захід від Ясс.

## Населення
За даними перепису населення 2002 року у селі проживали 1680 осіб, з них 1679 осіб (99,9%) румунів. Усі жителі села рідною мовою назвали румунську.